# موتور حاج حسن زندی
موتور حاج حسن زندی یک منطقهٔ مسکونی در ایران است که در دهستان جازموریان واقع شده‌است. موتور حاج حسن زندی ۹۱ نفر جمعیت دارد.